# Merete Torp
Merete Torp, född 27 augusti 1956 på Frederiksberg, är en dansk författare.
Torp debuterade som författare 1972, då hennes tolv första dikter publicerades i tidskriften Hvedekorn. Det dröjde dock till 1982 innan hennes första diktsamling, Digte, publicerades. Den blev mycket kritikerrosad och hon tilldelades en premie från Statens Kunstfond (1983) samt Edith og Helge Rode Legatet (1984). Hennes andra och hittills senaste diktsamling, Digte II, publicerades 1996. Också den blev kritikerrosad och hon tilldelades legat och premier från Statens Kunstfond (1996, 1997 & 1998) samt Emil Aarestrup Medaillen (1997). Hon har även tilldelats Holger Drachmann-legatet (2001). Hon har fortsatt att publicera sina dikter i olika tidskrifter.
Karaktäristiskt för Torps diktning är att dikterna utgår från ett kvinnligt jag och dess upplevelse av liv, död och kärlek.